# Оцінка впливу економічної діяльності
Оці́нка впли́ву економі́чної дія́льності — процес, який використовується для поліпшення прийняття рішень щодо пропонованих проектів або  программ і забезпечення того, щоб вони були екологічно та соціально прийнятними і сприяли  сталому розвитку. Ця оцінка складається з виявлення, прогнозування та оцінки передбачуваних як позитивних, так і негативних впливів приватних чи державних господарських програм або проектів, розгляду альтернативних можливостей пропонованим проектам і заходів щодо зниження негативних впливів та оптимізації позитивного впливу. При цьому використовується широкий спектр різних методів оцінки, включаючи оцінку впливу на довкілля, оцінку впливу на соціальні процеси, оцінку впливу на здоров'я людей, оцінку ризику запропонованої діяльності і стратегічну оцінку впливу на довкілля. На проектному рівні оцінка впливу є складовою частиною циклу з підготовки та реалізації проекту і є важливим чинником залучення та участі громадськості в процесах планування проектної діяльності.

## Ресурси Інтернету
- Еколого-економічний словник
- Економічна цінність природи
- Концепция общей экономической ценности природных благ
- Традиционные и косвенные методы оценки природных ресурсов